# Markel Bergara
Markel Bergara Larrañaga (* 5. Mai 1986 in Elgoibar, Baskenland) ist ehemaliger ein spanischer Fußballspieler.

## Spielerkarriere
Markel Bergara startete seine Karriere als Fußballer beim baskischen Traditionsclub Real Sociedad. Von 2003 bis 2005 spielte er dort im B-Team, ehe er für die folgenden beiden Jahre jeweils ausgeliehen wurde. Zunächst spielte er 2005/06 beim Zweitligisten SD Eibar, doch mit den Basken stieg er als Tabellenletzter ab. Anschließend war er an den Zweitliga-Aufsteiger UD Vecindario ausgeliehen. Doch auch mit den Kanaren stieg er abgeschlagen als Tabellenletzter ab. Aus diesem Grunde kehrte Bergara im Sommer 2007 zu Real Sociedad zurück.